# Johann Theodor Roemhildt
Johann Theodor Roemhildt (1684–1756) fue un compositor barroco alemán.
Roemhildt nació en Salzungen. Estudió en Ruhla cuando era niño con Johann Jacob Bach, desde la edad de trece en la Escuela de St. Thomas de Leipzig bajo Johann Schelle y Johann Kuhnau. Fue compañero y amigo de Christoph Graupner, Johann Friedrich Fasch y Johann David Heinichen.
Roemhildt fue kapellmeister  en la Corte del Duque Heinrich de Sajonia (1661–1738) en Merseburg, donde más tarde murió.

## Trabajos, ediciones y grabaciones
Sobreviven 236 cantatas, 50 de los cuales son cantatas para solista, junto con una Pasión según San Mateo.
- Cantatas Es geht kein andrer Weg zum Himmel y Meine Sonne stehet stille Klaus Mertens, Accademia Daniel, dir Shalev Anuncio-El, 2007.
- Cantatas 'Kommt, Ihr Herzen, kommt ihr Lippen' y 'Nun danket alle Gott', en "Cantatas de Navidad del siglo XVIII en Danzig": Goldberg Barroco Ensemble, dir Andrejz Mikolaj Szadejko; Kantaty Bozonarodzeniowe; Sarton Registros, Varsovia, 2010